# Erik Andersson (musiker)
Erik Konrad Andersson, född 11 november 1914 i Borlänge i Stora Tuna församling i dåvarande Kopparbergs län, död 18 maj 1986 i Västerås Badelunda församling i Västmanlands län, var en svensk kompositör, sångare och jazzmusiker (saxofon). Han har varit verksam under artistnamnet Eric Conrad. 
Andersson har spelat med  Arne Hülphers och Thore Ehrlings orkestrar. 
Han var gift från 1935 med Sonja Ingeborg Andersson (1915–2008).

## Filmografi
- 1943 – En melodi om våren (altsaxofonist i Thore Ehrlings orkester)
- 1940 – Swing it, magistern! (altsaxofonist)
- 1940 – Lillebror och jag (saxofonist i Arne Hülphers orkester)
- 1940 – Kyss henne! (saxofonist)

## Diskografi i urval
- 1942 – I vår lilla båt (med Christin Reinius och Odeons dansorkester)
- 1942 – Sol över Klara (med Eric Anderssons dansorkester)